# Lão Tàn du ký
Lão Tàn du ký (chữ Hán: 老殘遊記), là truyện dài theo lối chương hồi do Lưu Ngạc viết vào những năm 1903 - 1906, tức cuối đời Thanh ở Trung Quốc. Theo các nhà nghiên cứu văn học Trung Quốc, thì tác phẩm này thuộc thể loại Tiểu thuyết khiển trách.

## Giới thiệu sơ lược

### Về văn bản
Lão Tàn du ký gồm tập I (20 hồi) và tập II (9 hồi). Ban đầu (1906), từ hồi 1 đến hồi 13 được đăng từng kỳ trên tờ bán nguyệt san Tú tượng tiểu thuyết, sau mới đăng đầy đủ trên Nhật nhật tân văn ở Thiên Tân. Do nội dung truyện hấp dẫn, có sức thu hút bạn đọc, nên sau đó được in thành sách (tái bản nhiều lần), và được trích giảng trong các sách giáo khoa ở Trung Quốc.
Tuy nhiên, theo nhà văn Lỗ Tấn, thì 20 hồi đầu (tức tập I) là của Lưu Ngạc, có lời tựa cho chính ông viết vào đầu năm Bính Ngọ (1906) tại Thượng Hải; còn hai ba hồi cuối (ý nói tập II), có người nói là do người con viết nối thêm.

### Về thể loại
Trong Lời giới thiệu sách Lão Tàn du ký (bản tiếng Việt), Trần Văn Chánh cho biết:
Cuối đời Thanh, địa vị tiểu thuyết mới chính thức được đề cao, và nhiều tác giả đã có ý thức rõ rệt về mục đích sáng tác. Họ đã dùng tiểu thuyết để phơi bày và tố cáo thực trạng xấu xa của xã hội, sự sa đọa của giới quan lại và triều đình nhà Thanh trước vận mệnh đen tối của đất nước. Do đó đã xuất hiện hàng loạt những tiểu thuyết mang tính chất hiện thực, mang nội dung liên quan mật thiết đến những vấn đề thời sự nóng bỏng, mà các nhà nghiên cứu văn học của Trung Quốc thường gọi là Khiển trách tiểu thuyết. Một trong số tác phẩm tiêu biểu và xuất sắc của thể loại này là Lão Tàn du ký.

### Về nội dung
Lão Tàn du ký chép chuyện một nhà nho tên là Thiết Anh, hiệu Lão Tàn. Ông có tính hào hiệp, có kiến thức về kinh tế; nhưng không chịu làm quan, mà làm ông lang dạo, đi khắp miền Sơn Đông, tiếp xúc với mọi giới trong xã hội, nhìn thấy mọi cảnh đau khổ của dân chúng, rồi kể lại những điều mắt thấy tai nghe trên suốt dọc đường.
Đó là thói nhũng nhiễu, tham lam, bỉ ổi, hay dùng cực hình giết hại dân lành, v.v...của các quan lại; là số phận bi thảm, cai đắng của những người thất cơ lỡ vận, nhất là phụ nữ mà Lão Tàn góp phần phanh phui và ra tay cứu vớt...

## Nhận xét
Học giả Nguyễn Hiến Lê viết:
Ở "Lão Tàn du ký", ngọn bút của Lưu Ngạc vừa có tính cách hiện thực phê phán, vừa có tính cách lãng mạn. Ông dùng chữ rất khéo, miêu tả sinh động. Tuy nhiên, bố cục cũng rời rạc như các trường thiên tiểu thuyết hồi đó, không có nhân vật nổi bật và cố sự cứ nối tiếp nhau, chứ không có liên lạc gì mật thiết với nhau.
Tập nhì "Lão Tàn du ký" kể tiếp chuyện ông lang già đó đi chơi miền núi Thái Sơn, nội dung kém tập trên, đầy những tư tưởng Phật học mà thiếu sự nhận xét về thế sự .

## Sách tham khảo
- Lỗ Tấn, Sơ lược lịch sử tiểu thuyết Trung Quốc (Lương Duy Tâm dịch). Nhà xuất bản Văn hóa, 1996.
- Nguyễn Hiến Lê, Văn học Trung Quốc hiện đại. Nhà xuất bản Văn học, 1993.
- Phạm Tú Châu, mục từ Lưu Ngạc in trong Từ điển văn học (bộ mới). Nhà xuất bản Thế giới, 2004.
- Trần Văn Chánh, Lời giới thiệu sách Lão Tàn du ký (bản dịch 20 hồi đầu của Trần Văn Chánh). Nhà xuất bản Văn nghệ Thành phố Hồ Chí Minh, 1989.